# アレクサンダー・セダールンド
アレクサンダー・トフト・セダールンド（オランダ語: Alexander Toft Søderlund、1987年8月3日 - ）は、ノルウェー・ハウゲスン出身のサッカー選手。FKハウゲスン所属。ポジションはFW。元ノルウェー代表。

## クラブ歴
ステガベルグIFでユースを過ごした後、FKハウゲスン、SKヴァード・ハウゲスンに在籍した。その後2007年から2010年にかけて6チームを渡り歩いた。
2010年に再びヴァード・ハウゲスンに加入。2011年1月にハウゲスンに復帰し3月20日のトロムソIL戦で復帰後初出場をした。5月8日のスターベクIF戦で2得点をあげ初得点、このシーズン11得点をあげた。
2013年6月17日にはローゼンボリBKに移籍。これはタリク・エルユヌシがTSG1899ホッフェンハイムに移籍したためであった。7月15日にクラブに合流。この2013シーズン、ハウゲスンでは12試合3得点し、エリテセリエンで初めて3位につけての銅メダルであったが、彼はこれを受け取る事が出来なかった。尤も彼の移籍したローゼンボリはこのシーズンを2位で終えており、銀メダルは授与された。これは2011シーズンにトーマス・ホルムが同様の事情により金メダルと銀メダルを受け取ってしまったために規定が改正された事によって起こったのである。なおこのシーズン、彼を含むローゼンボリのメンバーはノルウェー・カップも決勝で敗れたためにもう一枚の銀メダルを手にしている。
2016年1月4日にはリーグ・アンのASサンテティエンヌに移籍。17日のオリンピック・リヨン戦で初得点を決めた。
2020年2月20日、アルスヴェンスカンのBKヘッケンに2年契約で移籍した。

## 代表歴
2011年11月23日、翌2012年1月にタイで行われるキングスカップ2012の3試合に挑むノルウェー代表メンバーに選抜された。1月15日に行われたデンマーク代表戦で初出場。6月1日にはモハメド・アブデラウエがクロアチア代表戦に出場できるか怪しくなったために追加招集された。ホームゲーム初出場となったのは、このクロアチア代表戦で、84分にエリク・フセクレップとの交代で出場、タリク・エルユヌシの同点弾をアシストする活躍を見せた。2012年9月11日に行われた2014 FIFAワールドカップ・ヨーロッパ予選グループEのスロバキア代表戦ではタリク・エルユヌシとの交代で89分からピッチに入ったもののその3分後にPKを彼が獲得し、これをヨン・アルネ・リーセがゴールに流し込んで2-1とし勝利した。10月12日のスイス代表戦で同予選初スターティングメンバーとなった。

## 個人成績
2016年8月13日現在
代表での得点一覧
| #  | 日附           | 場所                               | 対戦相手 | 得点 | 結果 | 大会                                 | 出典   |
| -- | -------------- | ---------------------------------- | -------- | ---- | ---- | ------------------------------------ | ------ |
| 1. | 2015年10月10日 | オスロ・ウレヴォール・スタディオン | マルタ   | 2–0  | 2–0  | UEFA EURO 2016予選・グループH        | [ 13 ] |
| 2. | 2017年6月10日  | オスロ・ウレヴォール・スタディオン | チェコ   | 1–1  | 1–1  | 2018 FIFAワールドカップ予選グループC |        |

## タイトル

### クラブ
ローゼンボリ
- エリテセリエン (2): 2015, 0218
- ノルウェー・カップ (2): 2015, 2018

### 個人
- エリテセリエン得点王: 2015